# Spinembolia clabnum
Espèce
Synonymes
- Theridion clabnum Roberts, 1978

Statut de conservation UICN

 NT  : Quasi menacé
Spinembolia clabnum est une espèce d'araignées aranéomorphes de la famille des Theridiidae.

## Distribution
Cette espèce est endémique des Seychelles. Elle se rencontre sur Aride, Conception, Cousine, Curieuse, Denis, Félicité, Grande Sœur, La Digue, Mahé, North, Praslin et Silhouette.

## Description
La femelle holotype mesure 1,77 mm.

## Systématique et taxinomie
Cette espèce a été décrite sous le protonyme Theridion clabnum par Roberts en 1978. Elle est placée dans le genre Spinembolia par Saaristo en 2006.
Le mâle décrit par  en mesure 1,62 mm.

## Publication originale
- Roberts, 1978 : « Contributions à l'étude de la faune terrestre des îles granitiques de l'archipel des Séchelles (Mission P.L.G. Benoit - J.J. Van Mol 1972). Theridiidae, Mysmenidae and gen. Theridiosoma (Araneidae) (Araneae). » Revue de zoologie africaine, vol. 92, p. 902-939.